# Jace Alexander
Jason Alexander (ur. 7 kwietnia 1964 w Nowym Jorku) – amerykański reżyser i aktor.

## Życiorys
Jace Alexander urodził się w Nowym Jorku, jedyny syn aktorki Jane Alexander i jej pierwszego męża Roberta. Założyciel i poprzedni dyrektor The Living Stage. Profesjonalną karierę zaczynał w 1983 jako zarządzający sceną w sztuce The Caine Mutiny Court Martial wystawianej na Broadwayu, w której grał także małą rolę. Jest członkiem Naked Angels Theater Company. Starał się o rolę Lee Harveya Oswalda w sztuce Assassins. W 2005 wyreżyserował kilka odcinków serialu Skazany na śmierć.
Jego żoną jest aktorka Maddie Corman, mają trójkę dzieci.